# Păunești
Păunești is een gemeente in Vrancea. Păunești ligt in de regio Moldavië, in het oosten van Roemenië.
Andreiașu de Jos · Bălești · Bârsești · Boghești · Bolotești · Bordești · Broșteni · Câmpineanca · Câmpuri · Cârligele · Chiojdeni · Ciorăști · Corbița · Cotești · Dumbrăveni · Dumitrești · Fitionești · Garoafa · Golești · Gugești · Gura Caliței · Homocea · Jariștea · Jitia · Măicănești · Mera · Milcovul · Movilița · Nănești · Năruja · Negrilești · Nereju · Paltin · Păunești · Poiana Cristei · Pufești · Răcoasa · Reghiu · Ruginești · Sihlea · Slobozia Bradului · Slobozia Ciorăști · Soveja · Străoane · Suraia · Tâmboești · Tănăsoaia · Tătăranu · Tulnici · Țifești · Urechești · Valea Sării · Vânători · Vârteșcoiu · Vidra · Vintileasca · Vizantea-Livezi · Vrâncioaia · Vulturu